# Cleantioides albaniensis
Cleantioides albaniensis là một loài chân đều trong họ Holognathidae. Loài này được Poore & Lew Ton miêu tả khoa học năm 1990.